# Kaffe Fassett
Kaffe Fassett (uttalas ungefär [Kejf]), född 7 december 1937 i San Francisco, Kalifornien, är en amerikansk konstnär som är en av samtidens mest färgstarka och innovativa inom textilkonsten. Han är troligen mest känd för att skapa stickade och kviltade kläder, men har också visat tycke för broderi, lappteknik, och keramik.  
Fassett växte upp i en konstnärlig familj med både skådespelare och musiker. Han studerade på School of the Museum of Fine Arts i Boston 1956, men lämnade dock skolan tidigt för att åka till London 1964, där han introducerades till konstnärsyrket.  
Fassett har fått ett stort offentligt genomslag på grund av sina böcker, mönster- och materialsatser, och utställningsturnéer. Hans arbete var ämnet för en utställning vid Victoria & Albert Museum i London, vilket var den första gången en textilkonstnär arrangerade en sådan utställning ensam. Utställningen blev så populär att den gick över till att bli en internationell utställning som besökte nio länder, bland annat Sverige; på Waldemarsudde i Stockholm. 
Hans verk kan beskrivas som djärvt, färgmättat och personligt med olika färg- och mönsterkombinationer. I sina konsthantverk koncentrerar sig Fassett på själva färgsättningen och designen snarare än konstruktionsdelen. Förutom sina böcker har han varit programledare för hantverksrelaterade tv- och radioprogram för BBC, inklusive hans eget program Glorious Color. 